# Yoon Park
Yoon Park (né le 18 novembre 1987, également connu sous le nom Yoon Bak) est un acteur sud-coréen. Yoon a joué des rôles principaux dans les dramas Qu'arrive-t-il à ma famille ? (2014) et Flower of Queen (2015).

## Biographie

### Jeunesse et formation
Yoon Park est né à Seoul en Corée du Sud. Il a fait ses études au sein de l'Université nationale des arts de Corée.

### Carrière
Yoon a commencé sa carrière dans le divertissement en tant que batteur pour le groupe Can't Play Well (en coréen : 못 노는 애들), qui a remporté le prix de bronze au 34e MBC Campus Song Festival en 2010.
En 2013, à l'expiration de son contrat avec l'agence SM Entertainment, il a rejoint l'agence JYP Entertainment.
Par la suite en juillet 2019, à la suite d'une décision de JYP Entertainment de changer sa stratégie de gestion de ses acteurs, il est transféré au sein de l'agence Npio Entertainment, une nouvelle filiale de JYP Entertainement.

## Filmographie

### Film
| Année | Titre                           | Rôle      | Réf.  |
| ----- | ------------------------------- | --------- | ----- |
| 2013  | Tenderly Crunch (court métrage) | Sang-yeop |       |
| 2014  | Romance in Seoul                | Sang-won  | [ 3 ] |
| 2018  | The Soup                        | Jae-goo   | [ 4 ] |
| 2019  | Jesters: The Game Changers      | Jin Sang  | [ 5 ] |

### Séries télévisées
| Année     | Titre                          | Rôle                                                        | Chaîne              | Ref.   |
| --------- | ------------------------------ | ----------------------------------------------------------- | ------------------- | ------ |
| 2012      | Read My Lips                   | Yoon Bak                                                    | MBC Every 1         |        |
| 2012      | To My Beloved                  | Park Ho-ki                                                  | JTBC                |        |
| 2012      | Glass Mask                     | Kang Gun                                                    | tvN                 |        |
| 2012      | Do You Know Taekwondo?         | Seok-ho                                                     | KBS2                |        |
| 2013      | Adolescence Medley             | Lee Won-il                                                  | KBS2                | [ 6 ]  |
| 2013      | Good Doctor                    | Woo Il-kyu                                                  | KBS2                | [ 7 ]  |
| 2013      | Give Love Away                 | Kim Joon-sung                                               | MBC                 | [ 8 ]  |
| 2014      | What Happens to My Family ?    | Cha Kang-jae                                                | KBS2                | [ 9 ]  |
| 2014      | Discovery of Love              | (Apparition, épisode 2)                                     | KBS2                |        |
| 2014      | Reset                          | Kim In-seok (Apparition, épisode 1)                         | OCN                 |        |
| 2014      | Flirty Boy and Girl            | Man #6 playboy                                              | Daum Story Ball     |        |
| 2015      | Flower of Queen                | Park Jae-joon                                               | MBC                 | [ 10 ] |
| 2015      | Lily Fever                     | Gu Nam                                                      | Naver TV Cast       |        |
| 2016      | The Cravings (Saison 2)        | Yoon Park                                                   | Naver TV Cast       |        |
| 2016      | Come Back Mister               | Jung Ji-hoon                                                | SBS                 | [ 11 ] |
| 2016      | Hello, My Twenties!            | Park Jae-won                                                | JTBC                | [ 12 ] |
| 2016      | Uncontrollably Fond            | Seo Yoon-hoo (Apparition, épisode 12)                       | KBS2                |        |
| 2017      | Introverted Boss               | Kang Woo-il                                                 | tvN                 | [ 13 ] |
| 2017      | Hello, My Twenties! 2          | Park Jae-won                                                | JTBC                | [ 14 ] |
| 2017      | The Package                    | Fère de Yoon Soo-soo                                        | JTBC                | [ 15 ] |
| 2017      | Magic School                   | Jay                                                         | JTBC, Naver TV Cast | [ 16 ] |
| 2018      | Radio Romance                  | Lee Kang                                                    | KBS2                | [ 17 ] |
| 2018      | The Tuna and the Dolphin       | Han Woo                                                     | KBS2                | [ 18 ] |
| 2018      | Room No. 9                     | Chu Young-bae                                               | tvN                 | [ 19 ] |
| 2019      | Legal High                     | Kang Ki-seok                                                | JTBC                | [ 20 ] |
| 2019      | The Crowned Clown              | Giseunggun (Apparition, épisode 16)                         | tvN                 |        |
| 2019–2020 | Beautiful Love, Wonderful Life | Moon Tae-rang                                               | KBS2                | [ 21 ] |
| 2020      | Itaewon Class                  | Sung-hyun (Apparition, épisode 3)                           | JTBC                |        |
| 2020      | Mystic Pop-up Bar              | Acteur dans le film The Gout Lovers (Apparition, épisode 6) | JTBC                |        |
| 2020      | Birthcare Center               | Kim Do-Yoon                                                 | tvN                 | [ 22 ] |
| 2020      | The Search                     | Song Min-Gyu                                                | OCN                 |        |
| 2021      | You Are My Spring              | Chae Jun / Dr. Ian Chase                                    | tvN                 | [ 23 ] |
| 2022      | Forecasting Love and Weather   | Han Ki-joon                                                 | JTBC                | [ 24 ] |
| 2024      | Aux grands maux                | Bin Dae-Yeong                                               | JTBC                |        |

### Émission de télévision
| Année       | Titre             | Chaîne | Remarques                                       | Ref.   |
| ----------- | ----------------- | ------ | ----------------------------------------------- | ------ |
| 2016        | Daddy and I       | tvN    |                                                 | [ 25 ] |
| 2016 & 2019 | Law of the Jungle | SBS    | Épisodes 220–224, 358-360                       | [ 26 ] |
| 2017        | Battle Trip       | KBS2   | Concurrent avec Hong Seok-cheon; épisodes 54-55 |        |

### Clip musical
| Année | Titre de la musique                      | Artiste                          |
| ----- | ---------------------------------------- | -------------------------------- |
| 2009  | "Second Impression (First Impression 2)" | Jiggy Fellaz feat. Vasco & Marco |
| 2010  | "Tonight, I'm Afraid of the Dark"        | 10cm                             |
| 2014  | "Full Moon"                              | Sunmi                            |
| 2014  | "Over the Destiny"                       | 2AM                              |

## Théâtre
| Année | Titre                  | Rôle |
| ----- | ---------------------- | ---- |
| 2014  | Offending the Audience |      |

## Récompenses et nominations
| An   | Prix           | Catégorie                                                                    | Nomination               | Résultat | Réf.   |
| ---- | -------------- | ---------------------------------------------------------------------------- | ------------------------ | -------- | ------ |
| 2018 | Prix KBS Drama | Prix d'excellence, acteur dans un seul acte/spécial/court métrage dramatique | The Tuna and the Dolphin | Lauréat  | [ 27 ] |